# Уряд Північної Кореї
Уряд Корейської Народно-Демократичної Республіки — другий після Державної ради орган в ієрархії виконавчої влади Корейської Народно-Демократичної Республіки.

## Голова уряду
- Прем'єр-міністр — Пак Понг Джу (англ. Pak Pong Ju).
- Віце-прем'єр-міністр — Им Чхоль Унг (англ. Im Chol Ung).
- Віце-прем'єр-міністр — Йон Кван Хо (англ. Jon Kwang Ho).
- Віце-прем'єр-міністр — Кім Ток Хун (англ. Kim Tok Hun).
- Віце-прем'єр-міністр — Ко Ин Хо (англ. Ko In Ho).
- Віце-прем'єр-міністр — Рі Джу О (англ. Ri Ju O).
- Віце-прем'єр-міністр — Рі Му Чон (англ. Ri Mu Yong).
- Віце-прем'єр-міністр — Рі Рьон Нам (англ. Ri Ryong Nam).
- Віце-прем'єр-міністр — Ро Ту Чхоль (англ. Ro Tu Chol).
- Генеральний секретар кабінету міністрів — Кім Чон Хо (англ. Kim Yong Ho).

## Кабінет міністрів
Склад чинного уряду подано станом на 19 січня 2017 року.
| Логотип | Міністерство                                                            | Міністр                           | Фото | Час на посаді | Час на посаді | Партія | Партія | Вебсайт |
| ------- | ----------------------------------------------------------------------- | --------------------------------- | ---- | ------------- | ------------- | ------ | ------ | ------- |
|         | Міністерство державної безпеки                                          | Кім Вон Хонг (Kim Won Hong)       |      |               |               |        |        |         |
|         | Міністерство народної безпеки                                           | Чо Пу Ір (Choe Pu Il)             |      |               |               |        |        |         |
|         | Міністерство народних збройних сил                                      | Пак Чон Сік (Pak Yong Sik)        |      |               |               |        |        |         |
|         | Міністерство атомної енергії та промисловості                           | Рі Дже Сон (Ri Je Son)            |      |               |               |        |        |         |
|         | Міністерство будівництва і промисловості будівельних матеріалів         | Тонг Чен Хо (Tong Jong Ho)        |      |               |               |        |        |         |
|         | Міністерство вищої освіти                                               | Тхе Хьонг Чхоль (Thae Hyong Chol) |      |               |               |        |        |         |
|         | Міністерство вугільної промисловості                                    | Мун Мьонг Хак (Mun Myong Hak)     |      |               |               |        |        |         |
|         | Міністерство гірничої промисловості                                     | Рі Хак Чхоль (Ri Hak Chol)        |      |               |               |        |        |         |
|         | Міністерство державного розвитку природних ресурсів                     | Рі Чун Сам (Ri Chun Sam)          |      |               |               |        |        |         |
|         | Міністерство електронної промисловості                                  | Кім Дже Сонг (Kim Jae Song)       |      |               |               |        |        |         |
|         | Міністерство електротехнічної промисловості                             | Кім Ман Су (Kim Man Su)           |      |               |               |        |        |         |
|         | Міністерство загальної освіти                                           | Кім Сунг Ду (Kim Sung Du)         |      |               |               |        |        |         |
|         | Міністерство закупівлі та розподілу продовольства                       | Мун Унг Джо (Mun Ung Jo)          |      |               |               |        |        |         |
|         | Міністерство залізниць                                                  | Джанг Хйок (Jang Hyok)            |      |               |               |        |        |         |
|         | Міністерство земельних ресурсів і захисту природи                       | Кім Кьон Джун (Kim Kyong Jun)     |      |               |               |        |        |         |
|         | Міністерство зовнішньоекономічних відносин                              | Рі Рьон Нам (Ri Ryong Nam)        |      |               |               |        |        |         |
|         | Міністерство закордонних справ                                          | Рі Чон Хо (Ri Yong Ho)            |      |               |               |        |        |         |
|         | Міністерство контролю державного будівництва                            | Квон Сонг Хо (Kwon Song Ho)       |      |               |               |        |        |         |
|         | Міністерство культури                                                   | Пак Чун Нам (Pak Chun Nam)        |      |               |               |        |        |         |
|         | Міністерство легкої промисловості                                       | Чхе Ір Рьон (Choe Il Ryong)       |      |               |               |        |        |         |
|         | Міністерство лісового господарства                                      | Хан Рьон Гук (Han Ryong Guk)      |      |               |               |        |        |         |
|         | Міністерство машинобудування                                            | Рі Чен Гук (Ri Jong Guk)          |      |               |               |        |        |         |
|         | Міністерство металургії                                                 | Кім Чон Хван (Kim Yong Gwang)     |      |               |               |        |        |         |
|         | Міністерство міського планування                                        | Канг Чон Су (Kang Yong Su)        |      |               |               |        |        |         |
|         | Міністерство наземного і морського транспорту                           | Кан Чен Гван (Kang Jong Gwan)     |      |               |               |        |        |         |
|         | Міністерство нафтової промисловості                                     | Пе Хак (Pae Hak)                  |      |               |               |        |        |         |
|         | Міністерство охорони здоров'я                                           | Канг Ха Гук (Kang Ha Guk)         |      |               |               |        |        |         |
|         | Міністерство пошти і телекомунікацій                                    | Кім Кван Чхоль (KIM Kwang Chol)   |      |               |               |        |        |         |
|         | Міністерство праці                                                      | Чен Чон Су (Jong Yong Su)         |      |               |               |        |        |         |
|         | Міністерство продовольства і промисловості товарів повсякденного вжитку | Йо Чон Чхоль (Jo Yong Chol)       |      |               |               |        |        |         |
|         | Міністерство риболовлі                                                  | Канг Чон Чхоль (Kang Yong Chol)   |      |               |               |        |        |         |
|         | Міністерство сільського господарства                                    | Ко Ин Хо (Ko In Ho)               |      |               |               |        |        |         |
|         | Міністерство торгівлі                                                   | Кім Кьон Нам (Kim Kyong Nam)      |      |               |               |        |        |         |
|         | Міністерство фізичної культури і спорту                                 | Рі Чен Му (Ri Jong Mu)            |      |               |               |        |        |         |
|         | Міністерство фінансів                                                   | Кі Кван Хо (Ki Kwang Ho)          |      |               |               |        |        |         |
|         | Міністерство хімічної промисловості                                     | Рі Му Чон (Ri Mu Yong)            |      |               |               |        |        |         |

### Державні комітети
| Логотип | Державний комітет                            | Голова                       | Фото | Час на посаді | Час на посаді | Партія | Партія | Вебсайт |
| ------- | -------------------------------------------- | ---------------------------- | ---- | ------------- | ------------- | ------ | ------ | ------- |
|         | Державний комітет капітального будівництва   | Йо Сок Хо (Jo Sok Ho)        |      |               |               |        |        |         |
|         | Державний комітет освіти                     | Кім Сунг Ду (Kim Sung Du)    |      |               |               |        |        |         |
|         | Державний комітет якісного управління        | Рі Чхоль Йин (Ri Chol Jin)   |      |               |               |        |        |         |
|         | Державний комітет інспекцій                  | —                            |      |               |               |        |        |         |
|         | Державний комітет фізичної культури і спорту | Чхе Рьон Хе (Choe Ryong Hae) |      |               |               |        |        |         |
|         | Державний комітет планування                 | Ро Ту Чхоль (Ro Tu Chol)     |      |               |               |        |        |         |
|         | Державний комітет цін                        | Рян Уй Гйон (Ryang Ui Gyong) |      |               |               |        |        |         |
|         | Державний комітет науки і технології         | Рі Чунг Гіль (Ri Chung Gil)  |      |               |               |        |        |         |
|         | Державне статистичне управління КНДР         | Чхе Сунг Хо (Choe Sung Ho)   |      |               |               |        |        |         |